# Emilio Sánchez Font
Emilio Sánchez Font nació en la ciudad de Camagüey, Cuba el 10 de junio de 1921 y murió en Warwick, Nueva York, Estados Unidos el 7 de julio de 1999. Vivió en La Habana entre 1932 y 1952 y en Nueva York, Estados Unidos desde 1952. Pintura, grabado y dibujo fueron las manifestaciones artísticas que empleó con mayor talento. En los años cuarenta studio en la Universidad de Columbia, en la Liga de estudiantes de arte de Nueva York y en la Universidad de Yale (B.A.), New Haven, Connecticut, all of it in the E.U.A. 

## Exposiciones personales
Entre las varias exposiciones personales realizadas por él podemos citar la realizada en 1949 en la Galería Joseph Luyber en Nueva York. También expuso en 1964 en la Galería Fortuny, Madrid, España.En 1971 presentó  Emilio Sánchez. Litografías en el Museo de Bellas Artes, Caracas, Venezuela. Más recientemente en 1997 presenta Emilio Sánchez. Recent Works. en la Elite Fine Art, Coral Gables, Florida.

## Exposiciones colectivas
Sánchez estuvo incluido en diversas muestras colectivas entre ellas está la realizada en la Cork Street Galería, Londres en 1956 con el nombre de American Prints. En 1959 participó en Salón Anual de pintura, escultura y grabado, Museo Nacional de Bellas Artes, La Habana, Cuba. En 1978 fue invitado a la Feria de Arte Internacional, Basel, Suiza. También estuvo en 1997 mostrando su obra en Breaking Barriers. Selections from the Museum of Art’s Permanent Contemporary Cuban Collection. Museum of Art, Fort Lauderdale, Florida, U.S.A.

## Colecciones
Su obra se encuentra en varias colecciones alrededor del mundo como la Anglo American Bank, U.S.A., IBM Corporation, U.S.A., Metropolitan Museum of Art, Nueva York, U.S.A, Museo Nacional de Bellas Artes, Havana, Cuba Museum of Modern Art, Nueva York, U.S.A.
Algunas obras de Sánchez se encuentran en el Instituto del arte de Munson-Williams-Proctor en Utica, Nueva York. El Instituto tiene colecciones del arte desde decimonónico hasta hoy en día, y la mayoría del arte en sus colecciones es de los Estados Unidos y Europa. Ellas eran parte de una exhibición de arte en 2012 que se llamó “Enhancing a Legacy: Gifts, promised gifts and acquisitions in Honor of the Museum of Arts 75th Anniversary.” Más de cien obras, incluyendo las de Sánchez, eran donados al Munson-Williams-Proctor por amigos del museo para el aniversario. Hoy, sus obras no están expuestas, pero se guardan en la tenencias del museo. Es posible ver la colección con la permisión del museo, y algunas clases de estudiantes de los institutos educacionales locales, como Hamilton College, han visto la colección del museo. La colección del Instituto del arte de Munson-Williams-Proctor incluye algunos ejemplos de sus piezas de la litografía y la pintura. Hay ambas pruebas de artistas y ediciones finales que están disponibles para presentación al público. Las obras de Sánchez son inspirados por su conexiones con Cuba, su país de nación, y Nueva York, donde vivía más adelante en su vida. Por eso, sus obras son una combinación de estas dos influencias, como las bodegas en la ciudad en que Sánchez creó. Por la mayor parte, las obras en la colección de Munson-Williams-Proctor, como una edición de “New York on a Sunny Day."  Incluye litografías y pinturas que demuestran el estilo característico de Sánchez: las líneas rectas y agudas, el contraste entre la luz y la sombra, y el uso de colores brillantes. Se puede describir estas obras como un medio entre lo abstracto y lo concreto. Sus obras, a menudo paisaje urbanos, tienen elementos abstractos pero todavía permanecen representacional. Con una colección de Sánchez tan impresiva como la del Munson-Williams-Proctor, es posible que haya otra exibicción de su arte en el futuro.

## Premios
A lo largo de su vida ha sido premiado en varias ocasiones a continuación mencionaremos lgunos d los reconocimientos obtenidos por él. En 1969 le otorgan la Medalla de Bronce en la Pennsylvania Academy Exhibition, Pennsylvania Academy of Art, Philadelphia. En 1970 gana el David Kaplan Acquisition Prize. Color Print Annual, New Jersey State Museum, New Jersey. También es galardonado en 1974 con el Premio de la Tercera Bienal de San Juan del Grabado Latinoamericano, San Juan, Puerto Rico.